# Compans
Compans is een gemeente in het Franse departement Seine-et-Marne (regio Île-de-France) en telt 765 inwoners (2004). De plaats maakt deel uit van het arrondissement Meaux.

## Geografie
De oppervlakte van Compans bedraagt 5,3 km², de bevolkingsdichtheid is 144,3 inwoners per km².
De onderstaande kaart toont de ligging van Compans met de belangrijkste infrastructuur en aangrenzende gemeenten.

## Demografie
Onderstaande figuur toont het verloop van het inwonertal (bron: INSEE-tellingen).